# Danh sách thí sinh tham gia Produce X 101
Produce X 101 là một chương trình thực tế sống còn của Hàn Quốc được phát sóng trên kênh Mnet trong năm 2019. 

## Thí sinh
Tên chuyển tự Latinh được công bố trên trang web chính thức.
Chú thích màu
- Thành viên của X1
- Bị loại ở chung kết
- Bị loại ở vòng loại trừ thứ ba
- Bị loại ở vòng loại trừ thứ hai
- Bị loại ở vòng loại trừ thứ nhất
- Được cứu (cuộc chiến hồi sinh X)
- Rời chương trình
- Top 10 của tuần

| Công ty quản lý                        | Tên              | Tên             | Năm sinh | Đánh giá của giám khảo | Đánh giá của giám khảo | Xếp hạng | Xếp hạng         | Xếp hạng         | Xếp hạng         | Xếp hạng                         | Xếp hạng                         | Xếp hạng                         | Xếp hạng                         | Xếp hạng                         | Xếp hạng                         | Xếp hạng                         | Xếp hạng                         | Xếp hạng                         | Xếp hạng          |
| Công ty quản lý                        | Tên              | Tên             | Năm sinh | #1                     | #2                     | Tập 1    | Tập 2            | Tập 3            | Tập 5            | Tập 5                            | Tập 6                            | Tập 8                            | Tập 8                            | Tập 11                           | Tập 11                           | Tập 12                           | Tập 12                           | Tổng số lượt bình chọn           | Kết quả cuối cùng |
| Công ty quản lý                        | Latinh           | Hangul          | Năm sinh | #1                     | #2                     | #        | #                | #                | #                | Bình chọn                        | #                                | #                                | Bình chọn                        | #                                | Bình chọn                        | #                                | Bình chọn                        | Tổng số lượt bình chọn           | Kết quả cuối cùng |
| -------------------------------------- | ---------------- | --------------- | -------- | ---------------------- | ---------------------- | -------- | ---------------- | ---------------- | ---------------- | -------------------------------- | -------------------------------- | -------------------------------- | -------------------------------- | -------------------------------- | -------------------------------- | -------------------------------- | -------------------------------- | -------------------------------- | ----------------- |
| Thực tập sinh tự do (개인연습생)       | Kang Seok-hwa    | 강석화          | 2000     | C                      | B                      | 21       | 29               | 35               | 35               | 156,788                          | 34                               | 35                               | Bị loại ở vòng loại trừ thứ hai  | Bị loại ở vòng loại trừ thứ hai  | Bị loại ở vòng loại trừ thứ hai  | Bị loại ở vòng loại trừ thứ hai  | Bị loại ở vòng loại trừ thứ hai  | Bị loại ở vòng loại trừ thứ hai  | 35                |
| Thực tập sinh tự do (개인연습생)       | Kim Sung-yeon    | 김성연          | 2002     | C                      | B                      | 54       | 52               | 56               | 59               | 68,946                           | 49                               | 45                               | Bị loại ở vòng loại trừ thứ hai  | Bị loại ở vòng loại trừ thứ hai  | Bị loại ở vòng loại trừ thứ hai  | Bị loại ở vòng loại trừ thứ hai  | Bị loại ở vòng loại trừ thứ hai  | Bị loại ở vòng loại trừ thứ hai  | 45                |
| Thực tập sinh tự do (개인연습생)       | Lee Eugene       | 이유진          | 2004     | X                      | F                      | 7        | 12               | 16               | 27               | 247,706                          | 53                               | 55                               | Bị loại ở vòng loại trừ thứ hai  | Bị loại ở vòng loại trừ thứ hai  | Bị loại ở vòng loại trừ thứ hai  | Bị loại ở vòng loại trừ thứ hai  | Bị loại ở vòng loại trừ thứ hai  | Bị loại ở vòng loại trừ thứ hai  | 55                |
| Thực tập sinh tự do (개인연습생)       | Lee Hyeop        | 이협            | 1999     | C                      | C                      | 40       | 48               | 52               | 49               | 85,520                           | 40                               | 26                               | 418,222                          | 24                               | Bị loại ở vòng loại trừ thứ ba   | Bị loại ở vòng loại trừ thứ ba   | Bị loại ở vòng loại trừ thứ ba   | Bị loại ở vòng loại trừ thứ ba   | 24                |
| Thực tập sinh tự do (개인연습생)       | Park Jin-yeol    | 박진열          | 2001     | C                      | C                      | 64       | 64               | 73               | 81               | Bị loại ở vòng loại trừ thứ nhất | Bị loại ở vòng loại trừ thứ nhất | Bị loại ở vòng loại trừ thứ nhất | Bị loại ở vòng loại trừ thứ nhất | Bị loại ở vòng loại trừ thứ nhất | Bị loại ở vòng loại trừ thứ nhất | Bị loại ở vòng loại trừ thứ nhất | Bị loại ở vòng loại trừ thứ nhất | Bị loại ở vòng loại trừ thứ nhất | 81                |
| Thực tập sinh tự do (개인연습생)       | Lee Ha-min       | 이하민          | 1996     | A                      | B                      | 50       | 58               | 67               | 63               | Bị loại ở vòng loại trừ thứ nhất | Bị loại ở vòng loại trừ thứ nhất | Bị loại ở vòng loại trừ thứ nhất | Bị loại ở vòng loại trừ thứ nhất | Bị loại ở vòng loại trừ thứ nhất | Bị loại ở vòng loại trừ thứ nhất | Bị loại ở vòng loại trừ thứ nhất | Bị loại ở vòng loại trừ thứ nhất | Bị loại ở vòng loại trừ thứ nhất | 63                |
| Thực tập sinh tự do (개인연습생)       | Im Si-u          | 임시우          | 1999     | D                      | —                      | 51       | Rời chương trình | Rời chương trình | Rời chương trình | Rời chương trình                 | Rời chương trình                 | Rời chương trình                 | Rời chương trình                 | Rời chương trình                 | Rời chương trình                 | Rời chương trình                 | Rời chương trình                 | Rời chương trình                 | 101               |
| Thực tập sinh tự do (개인연습생)       | Jung Young-bin   | 정영빈          | 1998     | B                      | B                      | 62       | 61               | 62               | 68               | Bị loại ở vòng loại trừ thứ nhất | Bị loại ở vòng loại trừ thứ nhất | Bị loại ở vòng loại trừ thứ nhất | Bị loại ở vòng loại trừ thứ nhất | Bị loại ở vòng loại trừ thứ nhất | Bị loại ở vòng loại trừ thứ nhất | Bị loại ở vòng loại trừ thứ nhất | Bị loại ở vòng loại trừ thứ nhất | Bị loại ở vòng loại trừ thứ nhất | 68                |
| Thực tập sinh tự do (개인연습생)       | Choi Su-hwan     | 최수환          | 2001     | A                      | A                      | 56       | 56               | 24               | 24               | 280,824                          | 28                               | 29                               | 363,605                          | 28                               | Bị loại ở vòng loại trừ thứ ba   | Bị loại ở vòng loại trừ thứ ba   | Bị loại ở vòng loại trừ thứ ba   | Bị loại ở vòng loại trừ thứ ba   | 28                |
| A.CONIC (에이코닉)                     | Kwon Tae-eun     | 권태은          | 1999     | X                      | F                      | 74       | 57               | 66               | 46               | 93,285                           | 32                               | 34                               | Bị loại ở vòng loại trừ thứ hai  | Bị loại ở vòng loại trừ thứ hai  | Bị loại ở vòng loại trừ thứ hai  | Bị loại ở vòng loại trừ thứ hai  | Bị loại ở vòng loại trừ thứ hai  | Bị loại ở vòng loại trừ thứ hai  | 34                |
| AAP.Y                                  | Jung Myung-hoon  | 정명훈          | 1997     | B                      | C                      | 90       | 69               | 71               | 71               | Bị loại ở vòng loại trừ thứ nhất | Bị loại ở vòng loại trừ thứ nhất | Bị loại ở vòng loại trừ thứ nhất | Bị loại ở vòng loại trừ thứ nhất | Bị loại ở vòng loại trừ thứ nhất | Bị loại ở vòng loại trừ thứ nhất | Bị loại ở vòng loại trừ thứ nhất | Bị loại ở vòng loại trừ thứ nhất | Bị loại ở vòng loại trừ thứ nhất | 71                |
| AAP.Y                                  | Kang Hyeon-su    | 강현수          | 1996     | A                      | A                      | 79       | 59               | 69               | 40               | 119,932                          | 22                               | 20                               | 660,757                          | 26                               | Bị loại ở vòng loại trừ thứ ba   | Bị loại ở vòng loại trừ thứ ba   | Bị loại ở vòng loại trừ thứ ba   | Bị loại ở vòng loại trừ thứ ba   | 26                |
| AAP.Y                                  | Lee Mi-dam       | 이미담          | 1997     | B                      | C                      | 32       | 30               | 36               | 36               | 148,119                          | 38                               | 37                               | Bị loại ở vòng loại trừ thứ hai  | Bị loại ở vòng loại trừ thứ hai  | Bị loại ở vòng loại trừ thứ hai  | Bị loại ở vòng loại trừ thứ hai  | Bị loại ở vòng loại trừ thứ hai  | Bị loại ở vòng loại trừ thứ hai  | 37                |
| Around US Entertainment (어라운드어스) | Woo Je-won       | 우제원          | 1998     | A                      | B                      | 63       | 60               | 55               | 55               | 72,957                           | 50                               | 54                               | Bị loại ở vòng loại trừ thứ hai  | Bị loại ở vòng loại trừ thứ hai  | Bị loại ở vòng loại trừ thứ hai  | Bị loại ở vòng loại trừ thứ hai  | Bị loại ở vòng loại trừ thứ hai  | Bị loại ở vòng loại trừ thứ hai  | 54                |
| Around US Entertainment (어라운드어스) | Jeong Jae-hun    | 정재훈          | 2000     | A                      | C                      | 65       | 66               | 59               | 60               | 68,564                           | 47                               | 39                               | Bị loại ở vòng loại trừ thứ hai  | Bị loại ở vòng loại trừ thứ hai  | Bị loại ở vòng loại trừ thứ hai  | Bị loại ở vòng loại trừ thứ hai  | Bị loại ở vòng loại trừ thứ hai  | Bị loại ở vòng loại trừ thứ hai  | 39                |
| Around US Entertainment (어라운드어스) | Choi Si-hyuk     | 최시혁          | 2000     | B                      | C                      | 69       | 70               | 74               | 79               | Bị loại ở vòng loại trừ thứ nhất | Bị loại ở vòng loại trừ thứ nhất | Bị loại ở vòng loại trừ thứ nhất | Bị loại ở vòng loại trừ thứ nhất | Bị loại ở vòng loại trừ thứ nhất | Bị loại ở vòng loại trừ thứ nhất | Bị loại ở vòng loại trừ thứ nhất | Bị loại ở vòng loại trừ thứ nhất | Bị loại ở vòng loại trừ thứ nhất | 79                |
| Astory Entertainment (애스토리)        | Heo Jin-ho       | 허진호          | 1998     | C                      | B                      | 94       | 89               | 93               | 83               | Bị loại ở vòng loại trừ thứ nhất | Bị loại ở vòng loại trừ thứ nhất | Bị loại ở vòng loại trừ thứ nhất | Bị loại ở vòng loại trừ thứ nhất | Bị loại ở vòng loại trừ thứ nhất | Bị loại ở vòng loại trừ thứ nhất | Bị loại ở vòng loại trừ thứ nhất | Bị loại ở vòng loại trừ thứ nhất | Bị loại ở vòng loại trừ thứ nhất | 83                |
| Astory Entertainment (애스토리)        | Jeon Hyun-woo    | 전현우          | 1997     | B                      | B                      | 35       | 51               | 63               | 64               | Bị loại ở vòng loại trừ thứ nhất | Bị loại ở vòng loại trừ thứ nhất | Bị loại ở vòng loại trừ thứ nhất | Bị loại ở vòng loại trừ thứ nhất | Bị loại ở vòng loại trừ thứ nhất | Bị loại ở vòng loại trừ thứ nhất | Bị loại ở vòng loại trừ thứ nhất | Bị loại ở vòng loại trừ thứ nhất | Bị loại ở vòng loại trừ thứ nhất | 64                |
| Brand New Music (브랜뉴뮤직)           | Hong Seong-jun   | 홍성준          | 1999     | B                      | F                      | 53       | 23               | 33               | 37               | 143,400                          | 56                               | 51                               | Bị loại ở vòng loại trừ thứ hai  | Bị loại ở vòng loại trừ thứ hai  | Bị loại ở vòng loại trừ thứ hai  | Bị loại ở vòng loại trừ thứ hai  | Bị loại ở vòng loại trừ thứ hai  | Bị loại ở vòng loại trừ thứ hai  | 51                |
| Brand New Music (브랜뉴뮤직)           | Kim Si-hun       | 김시훈          | 1999     | B                      | A                      | 43       | 17               | 19               | 18               | 350,549                          | 25                               | 24                               | 456,615                          | 27                               | Bị loại ở vòng loại trừ thứ ba   | Bị loại ở vòng loại trừ thứ ba   | Bị loại ở vòng loại trừ thứ ba   | Bị loại ở vòng loại trừ thứ ba   | 27                |
| Brand New Music (브랜뉴뮤직)           | Lee Eun-sang     | 이은상          | 2002     | A                      | C                      | 14       | 2                | 3                | 5                | 931,256                          | 6                                | 6                                | 1,313,074                        | 9                                | 230,716                          | 13                               | 689,489                          | 3,164,535                        | X                 |
| Brand New Music (브랜뉴뮤직)           | Yun Jeong-hwan   | 윤정환          | 2001     | A                      | B                      | 58       | 18               | 23               | 31               | 212,257                          | 35                               | 38                               | Bị loại ở vòng loại trừ thứ hai  | Bị loại ở vòng loại trừ thứ hai  | Bị loại ở vòng loại trừ thứ hai  | Bị loại ở vòng loại trừ thứ hai  | Bị loại ở vòng loại trừ thứ hai  | Bị loại ở vòng loại trừ thứ hai  | 38                |
| C9 Entertainment                       | Keum Dong-hyun   | 금동현          | 2003     | B                      | C                      | 23       | 26               | 30               | 17               | 360,277                          | 16                               | 19                               | 680,687                          | 10                               | 187,264                          | 14                               | 674,500                          | 1,902,728                        | 14                |
| C9 Entertainment                       | Lee Jae-bin      | 이재빈          | 2000     | B                      | C                      | 73       | 88               | 91               | 95               | Bị loại ở vòng loại trừ thứ nhất | Bị loại ở vòng loại trừ thứ nhất | Bị loại ở vòng loại trừ thứ nhất | Bị loại ở vòng loại trừ thứ nhất | Bị loại ở vòng loại trừ thứ nhất | Bị loại ở vòng loại trừ thứ nhất | Bị loại ở vòng loại trừ thứ nhất | Bị loại ở vòng loại trừ thứ nhất | Bị loại ở vòng loại trừ thứ nhất | 95                |
| Chandelier Music                       | Peak             | 픽              | 2001     | D                      | D                      | 34       | 42               | 51               | 58               | 69,707                           | 51                               | 50                               | Bị loại ở vòng loại trừ thứ hai  | Bị loại ở vòng loại trừ thứ hai  | Bị loại ở vòng loại trừ thứ hai  | Bị loại ở vòng loại trừ thứ hai  | Bị loại ở vòng loại trừ thứ hai  | Bị loại ở vòng loại trừ thứ hai  | 50                |
| Cre.ker Entertainment (크래커)         | Kwon Hui-jun     | 권희준          | 2001     | X                      | F                      | 44       | 46               | 50               | 53               | 79,864                           | 52                               | 56                               | Bị loại ở vòng loại trừ thứ hai  | Bị loại ở vòng loại trừ thứ hai  | Bị loại ở vòng loại trừ thứ hai  | Bị loại ở vòng loại trừ thứ hai  | Bị loại ở vòng loại trừ thứ hai  | Bị loại ở vòng loại trừ thứ hai  | 56                |
| DS Entertainment                       | Steven Kim       | 스티븐 킴       | 2000     | X                      | D                      | 70       | 72               | 79               | 72               | Bị loại ở vòng loại trừ thứ nhất | Bị loại ở vòng loại trừ thứ nhất | Bị loại ở vòng loại trừ thứ nhất | Bị loại ở vòng loại trừ thứ nhất | Bị loại ở vòng loại trừ thứ nhất | Bị loại ở vòng loại trừ thứ nhất | Bị loại ở vòng loại trừ thứ nhất | Bị loại ở vòng loại trừ thứ nhất | Bị loại ở vòng loại trừ thứ nhất | 72                |
| DSP Media (DSP 미디어)                 | Lee Hwan         | 이환            | 1999     | B                      | B                      | 46       | 49               | 60               | 67               | Bị loại ở vòng loại trừ thứ nhất | Bị loại ở vòng loại trừ thứ nhất | Bị loại ở vòng loại trừ thứ nhất | Bị loại ở vòng loại trừ thứ nhất | Bị loại ở vòng loại trừ thứ nhất | Bị loại ở vòng loại trừ thứ nhất | Bị loại ở vòng loại trừ thứ nhất | Bị loại ở vòng loại trừ thứ nhất | Bị loại ở vòng loại trừ thứ nhất | 67                |
| DSP Media (DSP 미디어)                 | Lee Jun-hyuk     | 이준혁          | 2000     | C                      | A                      | 68       | 65               | 75               | 75               | Bị loại ở vòng loại trừ thứ nhất | Bị loại ở vòng loại trừ thứ nhất | Bị loại ở vòng loại trừ thứ nhất | Bị loại ở vòng loại trừ thứ nhất | Bị loại ở vòng loại trừ thứ nhất | Bị loại ở vòng loại trừ thứ nhất | Bị loại ở vòng loại trừ thứ nhất | Bị loại ở vòng loại trừ thứ nhất | Bị loại ở vòng loại trừ thứ nhất | 75                |
| DSP Media (DSP 미디어)                 | Son Dong-pyo     | 손동표          | 2002     | B                      | A                      | 6        | 6                | 7                | 7                | 710,483                          | 12                               | 11                               | 1,049,918                        | 12                               | 178,034                          | 6                                | 824,389                          | 2,762,824                        | 6                 |
| E Entertainment (E엔터)                | Lee Won-jun      | 이원준          | 2002     | B                      | D                      | 77       | 83               | 43               | 44               | 110,290                          | 36                               | 47                               | Bị loại ở vòng loại trừ thứ hai  | Bị loại ở vòng loại trừ thứ hai  | Bị loại ở vòng loại trừ thứ hai  | Bị loại ở vòng loại trừ thứ hai  | Bị loại ở vòng loại trừ thứ hai  | Bị loại ở vòng loại trừ thứ hai  | 47                |
| E Entertainment (E엔터)                | Won Hyuk         | 원혁            | 2002     | B                      | D                      | 83       | 99               | 57               | 57               | 70,759                           | 48                               | 33                               | Bị loại ở vòng loại trừ thứ hai  | Bị loại ở vòng loại trừ thứ hai  | Bị loại ở vòng loại trừ thứ hai  | Bị loại ở vòng loại trừ thứ hai  | Bị loại ở vòng loại trừ thứ hai  | Bị loại ở vòng loại trừ thứ hai  | 33                |
| Enfant Terrible Company (앙팡테리블)   | Choi Byung-hoon  | 최병훈          | 2000     | D                      | F                      | 91       | 94               | 97               | 98               | Bị loại ở vòng loại trừ thứ nhất | Bị loại ở vòng loại trừ thứ nhất | Bị loại ở vòng loại trừ thứ nhất | Bị loại ở vòng loại trừ thứ nhất | Bị loại ở vòng loại trừ thứ nhất | Bị loại ở vòng loại trừ thứ nhất | Bị loại ở vòng loại trừ thứ nhất | Bị loại ở vòng loại trừ thứ nhất | Bị loại ở vòng loại trừ thứ nhất | 98                |
| ESteem Entertainment                   | Kim Seung-hwan   | 김승환          | 1999     | X                      | F                      | 81       | 80               | 83               | 89               | Bị loại ở vòng loại trừ thứ nhất | Bị loại ở vòng loại trừ thứ nhất | Bị loại ở vòng loại trừ thứ nhất | Bị loại ở vòng loại trừ thứ nhất | Bị loại ở vòng loại trừ thứ nhất | Bị loại ở vòng loại trừ thứ nhất | Bị loại ở vòng loại trừ thứ nhất | Bị loại ở vòng loại trừ thứ nhất | Bị loại ở vòng loại trừ thứ nhất | 89                |
| ESteem Entertainment                   | Kim Jin-gon      | 김진곤          | 1998     | X                      | D                      | 61       | 55               | 65               | 62               | Bị loại ở vòng loại trừ thứ nhất | Bị loại ở vòng loại trừ thứ nhất | Bị loại ở vòng loại trừ thứ nhất | Bị loại ở vòng loại trừ thứ nhất | Bị loại ở vòng loại trừ thứ nhất | Bị loại ở vòng loại trừ thứ nhất | Bị loại ở vòng loại trừ thứ nhất | Bị loại ở vòng loại trừ thứ nhất | Bị loại ở vòng loại trừ thứ nhất | 62                |
| ESteem Entertainment                   | Anzardi Timothée | 앙자르디 디모데 | 1999     | X                      | F                      | 49       | 53               | 61               | 61               | Bị loại ở vòng loại trừ thứ nhất | Bị loại ở vòng loại trừ thứ nhất | Bị loại ở vòng loại trừ thứ nhất | Bị loại ở vòng loại trừ thứ nhất | Bị loại ở vòng loại trừ thứ nhất | Bị loại ở vòng loại trừ thứ nhất | Bị loại ở vòng loại trừ thứ nhất | Bị loại ở vòng loại trừ thứ nhất | Bị loại ở vòng loại trừ thứ nhất | 61                |
| ESteem Entertainment                   | Yuri             | 유리            | 1994     | B                      | D                      | 33       | 34               | 27               | 29               | 216,426                          | 33                               | 40                               | Bị loại ở vòng loại trừ thứ hai  | Bị loại ở vòng loại trừ thứ hai  | Bị loại ở vòng loại trừ thứ hai  | Bị loại ở vòng loại trừ thứ hai  | Bị loại ở vòng loại trừ thứ hai  | Bị loại ở vòng loại trừ thứ hai  | 40                |
| Fantagio (판타지오)                    | Han Gi-chan      | 한기찬          | 1998     | X                      | C                      | 16       | 22               | 25               | 33               | 196,506                          | 46                               | 57                               | Bị loại ở vòng loại trừ thứ hai  | Bị loại ở vòng loại trừ thứ hai  | Bị loại ở vòng loại trừ thứ hai  | Bị loại ở vòng loại trừ thứ hai  | Bị loại ở vòng loại trừ thứ hai  | Bị loại ở vòng loại trừ thứ hai  | 57                |
| Gost Agency                            | Lee Sang-ho      | 이상호          | 1997     | X                      | X                      | 95       | 90               | 96               | 88               | Bị loại ở vòng loại trừ thứ nhất | Bị loại ở vòng loại trừ thứ nhất | Bị loại ở vòng loại trừ thứ nhất | Bị loại ở vòng loại trừ thứ nhất | Bị loại ở vòng loại trừ thứ nhất | Bị loại ở vòng loại trừ thứ nhất | Bị loại ở vòng loại trừ thứ nhất | Bị loại ở vòng loại trừ thứ nhất | Bị loại ở vòng loại trừ thứ nhất | 88                |
| Gost Agency                            | Yun Hyun-jo      | 윤현조          | 1997     | X                      | F                      | 98       | 81               | 90               | 96               | Bị loại ở vòng loại trừ thứ nhất | Bị loại ở vòng loại trừ thứ nhất | Bị loại ở vòng loại trừ thứ nhất | Bị loại ở vòng loại trừ thứ nhất | Bị loại ở vòng loại trừ thứ nhất | Bị loại ở vòng loại trừ thứ nhất | Bị loại ở vòng loại trừ thứ nhất | Bị loại ở vòng loại trừ thứ nhất | Bị loại ở vòng loại trừ thứ nhất | 96                |
| Happy Face Entertainment (해피페이스)  | Won Hyun-sik     | 원현식          | 1997     | C                      | D                      | 72       | 73               | 76               | 77               | Bị loại ở vòng loại trừ thứ nhất | Bị loại ở vòng loại trừ thứ nhất | Bị loại ở vòng loại trừ thứ nhất | Bị loại ở vòng loại trừ thứ nhất | Bị loại ở vòng loại trừ thứ nhất | Bị loại ở vòng loại trừ thứ nhất | Bị loại ở vòng loại trừ thứ nhất | Bị loại ở vòng loại trừ thứ nhất | Bị loại ở vòng loại trừ thứ nhất | 77                |
| HONGYI                                 | Wei Zi Yue       | 위자월          | 1998     | C                      | F                      | 31       | 43               | 31               | 34               | 171,595                          | 45                               | 43                               | Bị loại ở vòng loại trừ thứ hai  | Bị loại ở vòng loại trừ thứ hai  | Bị loại ở vòng loại trừ thứ hai  | Bị loại ở vòng loại trừ thứ hai  | Bị loại ở vòng loại trừ thứ hai  | Bị loại ở vòng loại trừ thứ hai  | 43                |
| HONGYI                                 | Tony             | 토니            | 2002     | A                      | F                      | 55       | 44               | 21               | 20               | 326,901                          | 24                               | 27                               | 410,110                          | 19                               | 127,231                          | 20                               | 284,789                          | 1,149,031                        | 20                |
| iMe KOREA (아이엠이코리아)             | Lee Se-jin       | 이세진          | 1996     | X                      | F                      | 8        | 14               | 13               | 13               | 459,837                          | 20                               | 21                               | 632,247                          | 20                               | 125,530                          | 18                               | 464,655                          | 1,682,269                        | 18                |
| Jellyfish Entertainment (젤리피쉬)     | Kim Min-kyu      | 김민규          | 2001     | X                      | D                      | 1        | 3                | 2                | 2                | 1,033,132                        | 3                                | 10                               | 1,238,668                        | 5                                | 290,944                          | 17                               | 472,150                          | 3,034,894                        | 17                |
| Jellyfish Entertainment (젤리피쉬)     | Choi Jun-seong   | 최준성          | 2002     | B                      | D                      | 59       | 63               | 40               | 39               | 120,879                          | 41                               | 46                               | Bị loại ở vòng loại trừ thứ hai  | Bị loại ở vòng loại trừ thứ hai  | Bị loại ở vòng loại trừ thứ hai  | Bị loại ở vòng loại trừ thứ hai  | Bị loại ở vòng loại trừ thứ hai  | Bị loại ở vòng loại trừ thứ hai  | 46                |
| JH1 Entertainment                      | Uehara Jun       | 우에하라 준     | 1996     | D                      | C                      | 88       | 96               | 82               | 91               | Bị loại ở vòng loại trừ thứ nhất | Bị loại ở vòng loại trừ thứ nhất | Bị loại ở vòng loại trừ thứ nhất | Bị loại ở vòng loại trừ thứ nhất | Bị loại ở vòng loại trừ thứ nhất | Bị loại ở vòng loại trừ thứ nhất | Bị loại ở vòng loại trừ thứ nhất | Bị loại ở vòng loại trừ thứ nhất | Bị loại ở vòng loại trừ thứ nhất | 91                |
| JYP Entertainment                      | Yun Seo-bin      | 윤서빈          | 1999     | C                      | X                      | 12       | Rời chương trình | Rời chương trình | Rời chương trình | Rời chương trình                 | Rời chương trình                 | Rời chương trình                 | Rời chương trình                 | Rời chương trình                 | Rời chương trình                 | Rời chương trình                 | Rời chương trình                 | Rời chương trình                 | 100               |
| Kiwi Media Group (키위미디어그룹)      | Kim Hyeong-min   | 김형민          | 1999     | D                      | C                      | 97       | 79               | 89               | 90               | Bị loại ở vòng loại trừ thứ nhất | Bị loại ở vòng loại trừ thứ nhất | Bị loại ở vòng loại trừ thứ nhất | Bị loại ở vòng loại trừ thứ nhất | Bị loại ở vòng loại trừ thứ nhất | Bị loại ở vòng loại trừ thứ nhất | Bị loại ở vòng loại trừ thứ nhất | Bị loại ở vòng loại trừ thứ nhất | Bị loại ở vòng loại trừ thứ nhất | 90                |
| Kiwi Media Group (키위미디어그룹)      | Lim Da-hun       | 임다훈          | 2000     | C                      | D                      | 100      | 91               | 98               | 97               | Bị loại ở vòng loại trừ thứ nhất | Bị loại ở vòng loại trừ thứ nhất | Bị loại ở vòng loại trừ thứ nhất | Bị loại ở vòng loại trừ thứ nhất | Bị loại ở vòng loại trừ thứ nhất | Bị loại ở vòng loại trừ thứ nhất | Bị loại ở vòng loại trừ thứ nhất | Bị loại ở vòng loại trừ thứ nhất | Bị loại ở vòng loại trừ thứ nhất | 97                |
| Kiwi Media Group (키위미디어그룹)      | Song Chang-ha    | 송창하          | 2000     | C                      | C                      | 71       | 74               | 78               | 73               | Bị loại ở vòng loại trừ thứ nhất | Bị loại ở vòng loại trừ thứ nhất | Bị loại ở vòng loại trừ thứ nhất | Bị loại ở vòng loại trừ thứ nhất | Bị loại ở vòng loại trừ thứ nhất | Bị loại ở vòng loại trừ thứ nhất | Bị loại ở vòng loại trừ thứ nhất | Bị loại ở vòng loại trừ thứ nhất | Bị loại ở vòng loại trừ thứ nhất | 73                |
| Krazy Entertainment (크레이지)         | Kim Kwan-woo     | 김관우          | 1997     | D                      | D                      | 80       | 75               | 80               | 80               | Bị loại ở vòng loại trừ thứ nhất | Bị loại ở vòng loại trừ thứ nhất | Bị loại ở vòng loại trừ thứ nhất | Bị loại ở vòng loại trừ thứ nhất | Bị loại ở vòng loại trừ thứ nhất | Bị loại ở vòng loại trừ thứ nhất | Bị loại ở vòng loại trừ thứ nhất | Bị loại ở vòng loại trừ thứ nhất | Bị loại ở vòng loại trừ thứ nhất | 80                |
| Maroo Entertainment (마루기획)         | Lee Jin-woo      | 이진우          | 2004     | C                      | B                      | 10       | 19               | 14               | 12               | 493,042                          | 4                                | 8                                | 1,259,112                        | 22                               | Bị loại ở vòng loại trừ thứ ba   | Bị loại ở vòng loại trừ thứ ba   | Bị loại ở vòng loại trừ thứ ba   | Bị loại ở vòng loại trừ thứ ba   | 22                |
| Maroo Entertainment (마루기획)         | Lee Tae-seung    | 이태승          | 2003     | X                      | F                      | 26       | 47               | 47               | 48               | 86,239                           | 55                               | 53                               | Bị loại ở vòng loại trừ thứ hai  | Bị loại ở vòng loại trừ thứ hai  | Bị loại ở vòng loại trừ thứ hai  | Bị loại ở vòng loại trừ thứ hai  | Bị loại ở vòng loại trừ thứ hai  | Bị loại ở vòng loại trừ thứ hai  | 53                |
| Maroo Entertainment (마루기획)         | Lee Woo-jin      | 이우진          | 2003     | X                      | F                      | 52       | 71               | 54               | 50               | 84,822                           | 42                               | 41                               | Bị loại ở vòng loại trừ thứ hai  | Bị loại ở vòng loại trừ thứ hai  | Bị loại ở vòng loại trừ thứ hai  | Bị loại ở vòng loại trừ thứ hai  | Bị loại ở vòng loại trừ thứ hai  | Bị loại ở vòng loại trừ thứ hai  | 41                |
| MBK Entertainment                      | Kim Yeong-sang   | 김영상          | 1997     | D                      | F                      | 93       | 50               | 58               | 65               | Bị loại ở vòng loại trừ thứ nhất | Bị loại ở vòng loại trừ thứ nhất | Bị loại ở vòng loại trừ thứ nhất | Bị loại ở vòng loại trừ thứ nhất | Bị loại ở vòng loại trừ thứ nhất | Bị loại ở vòng loại trừ thứ nhất | Bị loại ở vòng loại trừ thứ nhất | Bị loại ở vòng loại trừ thứ nhất | Bị loại ở vòng loại trừ thứ nhất | 65                |
| MBK Entertainment                      | Nam Do-hyon      | 남도현          | 2004     | A                      | D                      | 37       | 4                | 5                | 6                | 844,597                          | 7                                | 7                                | 1,265,468                        | 7                                | 272,795                          | 8                                | 764,433                          | 3,147,303                        | 8                 |
| MBK Entertainment                      | Lee Han-gyul     | 이한결          | 1999     | C                      | D                      | 41       | 28               | 28               | 21               | 326,482                          | 17                               | 15                               | 928,085                          | 16                               | 172,067                          | 7                                | 794,411                          | 2,221,045                        | 7                 |
| Million Market (밀리언마켓)            | Yoo Geun-min     | 유건민          | 1998     | C                      | D                      | 101      | 77               | 68               | 70               | Bị loại ở vòng loại trừ thứ nhất | Bị loại ở vòng loại trừ thứ nhất | Bị loại ở vòng loại trừ thứ nhất | Bị loại ở vòng loại trừ thứ nhất | Bị loại ở vòng loại trừ thứ nhất | Bị loại ở vòng loại trừ thứ nhất | Bị loại ở vòng loại trừ thứ nhất | Bị loại ở vòng loại trừ thứ nhất | Bị loại ở vòng loại trừ thứ nhất | 70                |
| MLD Entertainment                      | Kim Dong-bin     | 김동빈          | 2001     | B                      | C                      | 18       | 16               | 17               | 26               | 267,398                          | 37                               | 42                               | Bị loại ở vòng loại trừ thứ hai  | Bị loại ở vòng loại trừ thứ hai  | Bị loại ở vòng loại trừ thứ hai  | Bị loại ở vòng loại trừ thứ hai  | Bị loại ở vòng loại trừ thứ hai  | Bị loại ở vòng loại trừ thứ hai  | 42                |
| Music Works (뮤직웍스)                 | Kim Kook-heon    | 김국헌          | 1997     | A                      | A                      | 29       | 13               | 15               | 16               | 361,172                          | 18                               | 22                               | 604,095                          | 21                               | Bị loại ở vòng loại trừ thứ ba   | Bị loại ở vòng loại trừ thứ ba   | Bị loại ở vòng loại trừ thứ ba   | Bị loại ở vòng loại trừ thứ ba   | 21                |
| Music Works (뮤직웍스)                 | Song Yu-vin      | 송유빈          | 1998     | A                      | A                      | 17       | 5                | 8                | 8                | 679,286                          | 9                                | 12                               | 1,015,134                        | 17                               | 152,724                          | 16                               | 479,644                          | 2,326,788                        | 16                |
| NEST Entertainment                     | Oh Sae-bom       | 오새봄          | 1994     | C                      | C                      | 99       | 76               | 64               | 69               | Bị loại ở vòng loại trừ thứ nhất | Bị loại ở vòng loại trừ thứ nhất | Bị loại ở vòng loại trừ thứ nhất | Bị loại ở vòng loại trừ thứ nhất | Bị loại ở vòng loại trừ thứ nhất | Bị loại ở vòng loại trừ thứ nhất | Bị loại ở vòng loại trừ thứ nhất | Bị loại ở vòng loại trừ thứ nhất | Bị loại ở vòng loại trừ thứ nhất | 69                |
| NEST Entertainment                     | Park Yun-sol     | 박윤솔          | 1996     | C                      | A                      | 82       | 84               | 49               | 43               | 110,322                          | 43                               | 48                               | Bị loại ở vòng loại trừ thứ hai  | Bị loại ở vòng loại trừ thứ hai  | Bị loại ở vòng loại trừ thứ hai  | Bị loại ở vòng loại trừ thứ hai  | Bị loại ở vòng loại trừ thứ hai  | Bị loại ở vòng loại trừ thứ hai  | 48                |
| Oui Entertainment (위)                 | Kim Yo-han       | 김요한          | 1999     | A                      | C                      | 3        | 1                | 1                | 1                | 1,094,299                        | 5                                | 3                                | 1,458,183                        | 1                                | 582,503                          | 1                                | 1,334,011                        | 4,468,996                        | 1                 |
| Plan A Entertainment (플랜에이)        | Choi Byung-chan  | 최병찬          | 1997     | A                      | A                      | 20       | 25               | 20               | 19               | 329,821                          | 14                               | 16                               | 888,115                          | Rời chương trình                 | Rời chương trình                 | Rời chương trình                 | Rời chương trình                 | Rời chương trình                 | 31                |
| Plan A Entertainment (플랜에이)        | Han Seung-woo    | 한승우          | 1994     | A                      | A                      | 39       | 39               | 34               | 30               | 212,352                          | 13                               | 9                                | 1,248,496                        | 4                                | 329,581                          | 3                                | 1,079,200                        | 3,869,629                        | 3                 |
| Plasma Entertainment (플라즈마)        | Park Si-on       | 박시온          | 2002     | X                      | F                      | 84       | 95               | 85               | 93               | Bị loại ở vòng loại trừ thứ nhất | Bị loại ở vòng loại trừ thứ nhất | Bị loại ở vòng loại trừ thứ nhất | Bị loại ở vòng loại trừ thứ nhất | Bị loại ở vòng loại trừ thứ nhất | Bị loại ở vòng loại trừ thứ nhất | Bị loại ở vòng loại trừ thứ nhất | Bị loại ở vòng loại trừ thứ nhất | Bị loại ở vòng loại trừ thứ nhất | 93                |
| SF Entertainment                       | Sung Min-seo     | 성민서          | 2001     | D                      | D                      | 92       | 82               | 92               | 87               | Bị loại ở vòng loại trừ thứ nhất | Bị loại ở vòng loại trừ thứ nhất | Bị loại ở vòng loại trừ thứ nhất | Bị loại ở vòng loại trừ thứ nhất | Bị loại ở vòng loại trừ thứ nhất | Bị loại ở vòng loại trừ thứ nhất | Bị loại ở vòng loại trừ thứ nhất | Bị loại ở vòng loại trừ thứ nhất | Bị loại ở vòng loại trừ thứ nhất | 87                |
| sidusHQ (싸이더스HQ)                   | Park Sun-ho      | 박선호          | 1993     | B                      | B                      | 36       | 8                | 10               | 14               | 417,093                          | 26                               | 28                               | 397,067                          | 25                               | Bị loại ở vòng loại trừ thứ ba   | Bị loại ở vòng loại trừ thứ ba   | Bị loại ở vòng loại trừ thứ ba   | Bị loại ở vòng loại trừ thứ ba   | 25                |
| Source Music (쏘스뮤직)                | Kim Hyeon-bin    | 김현빈          | 2002     | D                      | A                      | 28       | 27               | 29               | 23               | 290,830                          | 27                               | 25                               | 432,101                          | 30                               | Bị loại ở vòng loại trừ thứ ba   | Bị loại ở vòng loại trừ thứ ba   | Bị loại ở vòng loại trừ thứ ba   | Bị loại ở vòng loại trừ thứ ba   | 30                |
| Source Music (쏘스뮤직)                | Yoon Min-gook    | 윤민국          | 2002     | D                      | B                      | 96       | 85               | 99               | 92               | Bị loại ở vòng loại trừ thứ nhất | Bị loại ở vòng loại trừ thứ nhất | Bị loại ở vòng loại trừ thứ nhất | Bị loại ở vòng loại trừ thứ nhất | Bị loại ở vòng loại trừ thứ nhất | Bị loại ở vòng loại trừ thứ nhất | Bị loại ở vòng loại trừ thứ nhất | Bị loại ở vòng loại trừ thứ nhất | Bị loại ở vòng loại trừ thứ nhất | 92                |
| Source Music (쏘스뮤직)                | Tsai Chia Hao    | 채가호          | 1998     | D                      | C                      | 57       | 62               | 72               | 78               | Bị loại ở vòng loại trừ thứ nhất | Bị loại ở vòng loại trừ thứ nhất | Bị loại ở vòng loại trừ thứ nhất | Bị loại ở vòng loại trừ thứ nhất | Bị loại ở vòng loại trừ thứ nhất | Bị loại ở vòng loại trừ thứ nhất | Bị loại ở vòng loại trừ thứ nhất | Bị loại ở vòng loại trừ thứ nhất | Bị loại ở vòng loại trừ thứ nhất | 78                |
| Starship Entertainment (스타쉽)        | Ham Won-jin      | 함원진          | 2001     | D                      | A                      | 19       | 15               | 12               | 10               | 578,263                          | 10                               | 14                               | 942,284                          | 18                               | 145,789                          | 19                               | 359,733                          | 2,026,069                        | 19                |
| Starship Entertainment (스타쉽)        | Kang Min-hee     | 강민희          | 2002     | X                      | D                      | 11       | 20               | 18               | 22               | 311,174                          | 23                               | 23                               | 564,822                          | 14                               | 173,169                          | 10                               | 749,444                          | 1,798,609                        | 10                |
| Starship Entertainment (스타쉽)        | Koo Jung-mo      | 구정모          | 2000     | X                      | F                      | 2        | 9                | 9                | 9                | 669,616                          | 8                                | 5                                | 1,334,726                        | 15                               | 172,337                          | 12                               | 704,748                          | 2,881,427                        | 13                |
| Starship Entertainment (스타쉽)        | Moon Hyun-bin    | 문현빈          | 2000     | D                      | A                      | 27       | 36               | 41               | 41               | 115,595                          | 39                               | 32                               | Bị loại ở vòng loại trừ thứ hai  | Bị loại ở vòng loại trừ thứ hai  | Bị loại ở vòng loại trừ thứ hai  | Bị loại ở vòng loại trừ thứ hai  | Bị loại ở vòng loại trừ thứ hai  | Bị loại ở vòng loại trừ thứ hai  | 32                |
| Starship Entertainment (스타쉽)        | Song Hyeong-jun  | 송형준          | 2002     | X                      | D                      | 9        | 10               | 4                | 3                | 1,024,849                        | 2                                | 4                                | 1,418,328                        | 8                                | 242,818                          | 4                                | 1,049,222                        | 3,735,217                        | 4                 |
| Stone Music Entertainment (스톤뮤직)   | Kim Sung-hyun    | 김성현          | 1996     | C                      | C                      | 22       | 33               | 39               | 42               | 112,110                          | 44                               | 44                               | Bị loại ở vòng loại trừ thứ hai  | Bị loại ở vòng loại trừ thứ hai  | Bị loại ở vòng loại trừ thứ hai  | Bị loại ở vòng loại trừ thứ hai  | Bị loại ở vòng loại trừ thứ hai  | Bị loại ở vòng loại trừ thứ hai  | 44                |
| The South (더사우스)                   | Nam Dong-hyun    | 남동현          | 1999     | A                      | C                      | 45       | 40               | 45               | 52               | 80,485                           | 57                               | 60                               | Bị loại ở vòng loại trừ thứ hai  | Bị loại ở vòng loại trừ thứ hai  | Bị loại ở vòng loại trừ thứ hai  | Bị loại ở vòng loại trừ thứ hai  | Bị loại ở vòng loại trừ thứ hai  | Bị loại ở vòng loại trừ thứ hai  | 60                |
| Think About Entertainment (띵크어바웃) | Kim Jun-jae      | 김준재          | 2000     | X                      | F                      | 87       | 86               | 87               | 94               | Bị loại ở vòng loại trừ thứ nhất | Bị loại ở vòng loại trừ thứ nhất | Bị loại ở vòng loại trừ thứ nhất | Bị loại ở vòng loại trừ thứ nhất | Bị loại ở vòng loại trừ thứ nhất | Bị loại ở vòng loại trừ thứ nhất | Bị loại ở vòng loại trừ thứ nhất | Bị loại ở vòng loại trừ thứ nhất | Bị loại ở vòng loại trừ thứ nhất | 94                |
| TOP Media (티오피미디어)               | Kim Woo-seok     | 김우석          | 1996     | B                      | A                      | 5        | 7                | 6                | 4                | 933,869                          | 1                                | 1                                | 1,728,930                        | 2                                | 457,477                          | 2                                | 1,304,033                        | 4,424,309                        | 2                 |
| TOP Media (티오피미디어)               | Lee Jin-hyuk     | 이진혁          | 1996     | B                      | A                      | 38       | 35               | 32               | 25               | 274,197                          | 11                               | 2                                | 1,480,425                        | 3                                | 351,174                          | 11                               | 719,466                          | 2,825,262                        | 12                |
| Urban Works Media (얼반웍스)           | Byeon Seong-tae  | 변성태          | 1998     | D                      | D                      | 60       | 67               | 70               | 66               | Bị loại ở vòng loại trừ thứ nhất | Bị loại ở vòng loại trừ thứ nhất | Bị loại ở vòng loại trừ thứ nhất | Bị loại ở vòng loại trừ thứ nhất | Bị loại ở vòng loại trừ thứ nhất | Bị loại ở vòng loại trừ thứ nhất | Bị loại ở vòng loại trừ thứ nhất | Bị loại ở vòng loại trừ thứ nhất | Bị loại ở vòng loại trừ thứ nhất | 66                |
| Urban Works Media (얼반웍스)           | Hong Sung-hyeon  | 홍성현          | 1996     | B                      | C                      | 86       | 98               | 88               | 85               | Bị loại ở vòng loại trừ thứ nhất | Bị loại ở vòng loại trừ thứ nhất | Bị loại ở vòng loại trừ thứ nhất | Bị loại ở vòng loại trừ thứ nhất | Bị loại ở vòng loại trừ thứ nhất | Bị loại ở vòng loại trừ thứ nhất | Bị loại ở vòng loại trừ thứ nhất | Bị loại ở vòng loại trừ thứ nhất | Bị loại ở vòng loại trừ thứ nhất | 85                |
| Urban Works Media (얼반웍스)           | Kim Dong-kyu     | 김동규          | 2000     | C                      | B                      | 76       | 78               | 84               | 99               | Bị loại ở vòng loại trừ thứ nhất | Bị loại ở vòng loại trừ thứ nhất | Bị loại ở vòng loại trừ thứ nhất | Bị loại ở vòng loại trừ thứ nhất | Bị loại ở vòng loại trừ thứ nhất | Bị loại ở vòng loại trừ thứ nhất | Bị loại ở vòng loại trừ thứ nhất | Bị loại ở vòng loại trừ thứ nhất | Bị loại ở vòng loại trừ thứ nhất | 99                |
| Urban Works Media (얼반웍스)           | Kim Min-seo      | 김민서          | 2002     | D                      | B                      | 89       | 87               | 94               | 82               | Bị loại ở vòng loại trừ thứ nhất | Bị loại ở vòng loại trừ thứ nhất | Bị loại ở vòng loại trừ thứ nhất | Bị loại ở vòng loại trừ thứ nhất | Bị loại ở vòng loại trừ thứ nhất | Bị loại ở vòng loại trừ thứ nhất | Bị loại ở vòng loại trừ thứ nhất | Bị loại ở vòng loại trừ thứ nhất | Bị loại ở vòng loại trừ thứ nhất | 82                |
| Vine Entertainment (바인)              | Baek Jin         | 백진            | 1995     | B                      | F                      | 30       | 32               | 42               | 45               | 98,209                           | 30                               | 36                               | Bị loại ở vòng loại trừ thứ hai  | Bị loại ở vòng loại trừ thứ hai  | Bị loại ở vòng loại trừ thứ hai  | Bị loại ở vòng loại trừ thứ hai  | Bị loại ở vòng loại trừ thứ hai  | Bị loại ở vòng loại trừ thứ hai  | 36                |
| WM Entertainment                       | Lee Gyu-hyung    | 이규형          | 1994     | C                      | C                      | 85       | 97               | 86               | 76               | Bị loại ở vòng loại trừ thứ nhất | Bị loại ở vòng loại trừ thứ nhất | Bị loại ở vòng loại trừ thứ nhất | Bị loại ở vòng loại trừ thứ nhất | Bị loại ở vòng loại trừ thứ nhất | Bị loại ở vòng loại trừ thứ nhất | Bị loại ở vòng loại trừ thứ nhất | Bị loại ở vòng loại trừ thứ nhất | Bị loại ở vòng loại trừ thứ nhất | 76                |
| Woollim Entertainment (울림)           | Kim Dong-yun     | 김동윤          | 2002     | D                      | B                      | 15       | 21               | 26               | 32               | 211,787                          | 29                               | 31                               | 354,360                          | 23                               | Bị loại ở vòng loại trừ thứ ba   | Bị loại ở vòng loại trừ thứ ba   | Bị loại ở vòng loại trừ thứ ba   | Bị loại ở vòng loại trừ thứ ba   | 23                |
| Woollim Entertainment (울림)           | Kim Min-seo      | 김민서          | 2002     | X                      | F                      | 48       | 54               | 48               | 47               | 87,664                           | 54                               | 52                               | Bị loại ở vòng loại trừ thứ hai  | Bị loại ở vòng loại trừ thứ hai  | Bị loại ở vòng loại trừ thứ hai  | Bị loại ở vòng loại trừ thứ hai  | Bị loại ở vòng loại trừ thứ hai  | Bị loại ở vòng loại trừ thứ hai  | 52                |
| Woollim Entertainment (울림)           | Moon Jun-ho      | 문준호          | 2000     | X                      | F                      | 25       | 38               | 44               | 51               | 83,743                           | 59                               | 59                               | Bị loại ở vòng loại trừ thứ hai  | Bị loại ở vòng loại trừ thứ hai  | Bị loại ở vòng loại trừ thứ hai  | Bị loại ở vòng loại trừ thứ hai  | Bị loại ở vòng loại trừ thứ hai  | Bị loại ở vòng loại trừ thứ hai  | 59                |
| Woollim Entertainment (울림)           | Joo Chang-uk     | 주창욱          | 2001     | D                      | B                      | 24       | 31               | 37               | 38               | 140,627                          | 31                               | 30                               | 357,875                          | 29                               | Bị loại ở vòng loại trừ thứ ba   | Bị loại ở vòng loại trừ thứ ba   | Bị loại ở vòng loại trừ thứ ba   | Bị loại ở vòng loại trừ thứ ba   | 29                |
| Woollim Entertainment (울림)           | Cha Jun-ho       | 차준호          | 2002     | C                      | C                      | 4        | 11               | 11               | 11               | 499,672                          | 15                               | 13                               | 1,011,352                        | 11                               | 181,445                          | 9                                | 756,939                          | 2,449,408                        | 9                 |
| Woollim Entertainment (울림)           | Hwang Yun-seong  | 황윤성          | 2000     | B                      | D                      | 13       | 24               | 22               | 15               | 397,255                          | 21                               | 18                               | 689,778                          | 13                               | 173,360                          | 15                               | 554,589                          | 1,814,982                        | 15                |
| WUZO Entertainment                     | Choi Jin-hwa     | 최진화          | 2002     | A                      | D                      | 75       | 98               | 81               | 74               | Bị loại ở vòng loại trừ thứ nhất | Bị loại ở vòng loại trừ thứ nhất | Bị loại ở vòng loại trừ thứ nhất | Bị loại ở vòng loại trừ thứ nhất | Bị loại ở vòng loại trừ thứ nhất | Bị loại ở vòng loại trừ thứ nhất | Bị loại ở vòng loại trừ thứ nhất | Bị loại ở vòng loại trừ thứ nhất | Bị loại ở vòng loại trừ thứ nhất | 74                |
| YG Entertainment                       | Hidaka Mahiro    | 히다카 마히로   | 2001     | D                      | D                      | 47       | 45               | 53               | 56               | 71,950                           | 58                               | 49                               | Bị loại ở vòng loại trừ thứ hai  | Bị loại ở vòng loại trừ thứ hai  | Bị loại ở vòng loại trừ thứ hai  | Bị loại ở vòng loại trừ thứ hai  | Bị loại ở vòng loại trừ thứ hai  | Bị loại ở vòng loại trừ thứ hai  | 49                |
| YG Entertainment                       | Wang Jyun Hao    | 왕군호          | 2000     | C                      | F                      | 42       | 37               | 46               | 54               | 74,073                           | 60                               | 58                               | Bị loại ở vòng loại trừ thứ hai  | Bị loại ở vòng loại trừ thứ hai  | Bị loại ở vòng loại trừ thứ hai  | Bị loại ở vòng loại trừ thứ hai  | Bị loại ở vòng loại trừ thứ hai  | Bị loại ở vòng loại trừ thứ hai  | 58                |
| Yuehua Entertainment (위에화)          | Yu Seong-jun     | 유성준          | 2001     | X                      | F                      | 78       | 93               | 95               | 86               | Bị loại ở vòng loại trừ thứ nhất | Bị loại ở vòng loại trừ thứ nhất | Bị loại ở vòng loại trừ thứ nhất | Bị loại ở vòng loại trừ thứ nhất | Bị loại ở vòng loại trừ thứ nhất | Bị loại ở vòng loại trừ thứ nhất | Bị loại ở vòng loại trừ thứ nhất | Bị loại ở vòng loại trừ thứ nhất | Bị loại ở vòng loại trừ thứ nhất | 86                |
| Yuehua Entertainment (위에화)          | Cho Seung-youn   | 조승연          | 1996     | B                      | B                      | 67       | 41               | 38               | 28               | 235,056                          | 19                               | 17                               | 754,435                          | 6                                | 281,580                          | 5                                | 929,312                          | 2,200,382                        | 5                 |
| Yuehua Entertainment (위에화)          | Hwang Geum-ryul  | 황금률          | 1998     | C                      | B                      | 66       | 68               | 77               | 84               | Bị loại ở vòng loại trừ thứ nhất | Bị loại ở vòng loại trừ thứ nhất | Bị loại ở vòng loại trừ thứ nhất | Bị loại ở vòng loại trừ thứ nhất | Bị loại ở vòng loại trừ thứ nhất | Bị loại ở vòng loại trừ thứ nhất | Bị loại ở vòng loại trừ thứ nhất | Bị loại ở vòng loại trừ thứ nhất | Bị loại ở vòng loại trừ thứ nhất | 84                |

## Đánh giá Group X Battle (Tập 3 - 4)
Hai đội chọn bài hát của cùng một nghệ sĩ sẽ thi đấu với nhau. Đội có tổng số lượt bình chọn trực tiếp cao hơn sẽ thắng và các thành viên trong đội đó sẽ nhận thêm 3,000 phiếu bầu. 
Tên in đậm biểu thị thực tập sinh đã chọn các thành viên cho đội.
Chú thích màu
- Đội chiến thắng
- Thí sinh được chọn là leader
- Thí sinh được chọn là center
- Thí sinh được chọn là leader và center

| Màn trình diễn | Màn trình diễn | Màn trình diễn       | Đội | Đội                                  | Đội       | Thí sinh     | Thí sinh                  | Thí sinh  | Thí sinh           | Thí sinh |
| #              | Nghệ sĩ        | Bài hát              | #   | Tên                                  | Bình chọn | Vị trí       | Tên                       | Bình chọn | Bình chọn + thưởng | Xếp hạng |
| -------------- | -------------- | -------------------- | --- | ------------------------------------ | --------- | ------------ | ------------------------- | --------- | ------------------ | -------- |
| 1              | EXO            | MAMA                 | 1   | BaeBae (배배)                        | 327       | Main Vocal   | Yun Seo-bin               | 62        | 62                 | 59       |
| 1              | EXO            | MAMA                 | 1   | BaeBae (배배)                        | 327       | Sub Vocal 1  | Kang Seok-hwa             | 30        | 30                 | 79       |
| 1              | EXO            | MAMA                 | 1   | BaeBae (배배)                        | 327       | Sub Vocal 2  | Tony                      | 24        | 24                 | 87       |
| 1              | EXO            | MAMA                 | 1   | BaeBae (배배)                        | 327       | Sub Vocal 3  | Hwang Yun-seong           | 99        | 99                 | 51       |
| 1              | EXO            | MAMA                 | 1   | BaeBae (배배)                        | 327       | Sub Vocal 4  | Kang Min-hee              | 56        | 56                 | 63       |
| 1              | EXO            | MAMA                 | 1   | BaeBae (배배)                        | 327       | Rapper 1     | Hidaka Mahiro             | 8         | 8                  | 99       |
| 1              | EXO            | MAMA                 | 1   | BaeBae (배배)                        | 327       | Rapper 2     | Han Gi-chan               | 48        | 48                 | 69       |
| 1              | EXO            | Love Shot            | 2   | Oh! NaNa (Oh! 나나)                  | 517       | Main Vocal   | Cho Seung-youn            | 77        | 3077               | 24       |
| 1              | EXO            | Love Shot            | 2   | Oh! NaNa (Oh! 나나)                  | 517       | Sub Vocal 1  | Lee Han-gyul              | 53        | 3053               | 33       |
| 1              | EXO            | Love Shot            | 2   | Oh! NaNa (Oh! 나나)                  | 517       | Sub Vocal 2  | Hong Seong-jun            | 5         | 3005               | 50       |
| 1              | EXO            | Love Shot            | 2   | Oh! NaNa (Oh! 나나)                  | 517       | Sub Vocal 3  | Lee Se-jin                | 87        | 3087               | 20       |
| 1              | EXO            | Love Shot            | 2   | Oh! NaNa (Oh! 나나)                  | 517       | Sub Vocal 4  | Kim Woo-seok              | 210       | 5210               | 4        |
| 1              | EXO            | Love Shot            | 2   | Oh! NaNa (Oh! 나나)                  | 517       | Rapper 1     | Keum Dong-hyun            | 50        | 3050               | 34       |
| 1              | EXO            | Love Shot            | 2   | Oh! NaNa (Oh! 나나)                  | 517       | Rapper 2     | Kim Si-hun                | 35        | 3035               | 40       |
| 2              | BTS            | No More Dream        | 1*  | P.T.S                                | 597       | Main Rapper  | Hong Sung-hyun            | 113       | 3113               | 13       |
| 2              | BTS            | No More Dream        | 1*  | P.T.S                                | 597       | Sub Rapper 1 | Steven Kim                | 75        | 3075               | 25       |
| 2              | BTS            | No More Dream        | 1*  | P.T.S                                | 597       | Sub Rapper 2 | Kim Hyeon-bin             | 285       | 5285               | 1        |
| 2              | BTS            | No More Dream        | 1*  | P.T.S                                | 597       | Vocal 1      | Won Hyun-sik              | 32        | 3032               | 41       |
| 2              | BTS            | No More Dream        | 1*  | P.T.S                                | 597       | Vocal 2      | Kim Sung-yeon             | 80        | 3080               | 21       |
| 2              | BTS            | No More Dream        | 1*  | P.T.S                                | 597       | Vocal 3      | Lee Sang-ho               | 12        | 3012               | 49       |
| 2              | BTS            | Blood, Sweat & Tears | 2   | PDX (프듀쏘년단)                     | 237       | Main Rapper  | Lee Won-jun               | 51        | 51                 | 65       |
| 2              | BTS            | Blood, Sweat & Tears | 2   | PDX (프듀쏘년단)                     | 237       | Sub Rapper 1 | Lee Hwan                  | 32        | 32                 | 78       |
| 2              | BTS            | Blood, Sweat & Tears | 2   | PDX (프듀쏘년단)                     | 237       | Sub Rapper 2 | Yun Hyun-jo               | 14        | 14                 | 96       |
| 2              | BTS            | Blood, Sweat & Tears | 2   | PDX (프듀쏘년단)                     | 237       | Vocal 1      | Jeong Young-bin           | 27        | 27                 | 81       |
| 2              | BTS            | Blood, Sweat & Tears | 2   | PDX (프듀쏘년단)                     | 237       | Vocal 2      | Moon Hyun-bin             | 59        | 59                 | 60       |
| 2              | BTS            | Blood, Sweat & Tears | 2   | PDX (프듀쏘년단)                     | 237       | Vocal 3      | Park Yoon-sol             | 54        | 54                 | 64       |
| 3              | Monsta X       | Trespass             | 1   | Top of the Pyramid (피라미드 꼭대기) | 461       | Main Vocal   | Yoon Min-guk              | 39        | 3039               | 37       |
| 3              | Monsta X       | Trespass             | 1   | Top of the Pyramid (피라미드 꼭대기) | 461       | Sub Vocal 1  | Wei Zi Yue                | 218       | 5218               | 3        |
| 3              | Monsta X       | Trespass             | 1   | Top of the Pyramid (피라미드 꼭대기) | 461       | Sub Vocal 2  | Lee Gyu-hyung             | 30        | 3030               | 42       |
| 3              | Monsta X       | Trespass             | 1   | Top of the Pyramid (피라미드 꼭대기) | 461       | Sub Vocal 3  | Lee Yoo-jin               | 111       | 3111               | 14       |
| 3              | Monsta X       | Trespass             | 1   | Top of the Pyramid (피라미드 꼭대기) | 461       | Rapper 1     | Yoo Sung-joon             | 27        | 3027               | 43       |
| 3              | Monsta X       | Trespass             | 1   | Top of the Pyramid (피라미드 꼭대기) | 461       | Rapper 2     | Jeong Jae-hoon            | 36        | 3036               | 39       |
| 3              | Monsta X       | Dramarama            | 2   | Sweet Life (달콤한 인생)             | 283       | Main Vocal   | Choi Jun-sang             | 15        | 15                 | 94       |
| 3              | Monsta X       | Dramarama            | 2   | Sweet Life (달콤한 인생)             | 283       | Sub Vocal 1  | Oh Sae-bom                | 66        | 66                 | 58       |
| 3              | Monsta X       | Dramarama            | 2   | Sweet Life (달콤한 인생)             | 283       | Sub Vocal 2  | Nam Dong-hyun             | 84        | 84                 | 54       |
| 3              | Monsta X       | Dramarama            | 2   | Sweet Life (달콤한 인생)             | 283       | Sub Vocal 3  | Yoo Gun-min               | 56        | 56                 | 63       |
| 3              | Monsta X       | Dramarama            | 2   | Sweet Life (달콤한 인생)             | 283       | Rapper 1     | Kim Kwan-woo              | 27        | 27                 | 81       |
| 3              | Monsta X       | Dramarama            | 2   | Sweet Life (달콤한 인생)             | 283       | Rapper 2     | Kim Dong-gyu              | 35        | 35                 | 76       |
| 4              | Seventeen      | Adore U              | 1   | WooHaHwaHoHoHo (우하화호호호)        | 233       | Main Vocal   | Jeon Hyun-woo             | 30        | 30                 | 79       |
| 4              | Seventeen      | Adore U              | 1   | WooHaHwaHoHoHo (우하화호호호)        | 233       | Sub Vocal 1  | Wang Jyun Hao             | 50        | 50                 | 68       |
| 4              | Seventeen      | Adore U              | 1   | WooHaHwaHoHoHo (우하화호호호)        | 233       | Sub Vocal 2  | Park Sun-ho               | 27        | 27                 | 81       |
| 4              | Seventeen      | Adore U              | 1   | WooHaHwaHoHoHo (우하화호호호)        | 233       | Sub Vocal 3  | Moon Jun-ho               | 21        | 21                 | 88       |
| 4              | Seventeen      | Adore U              | 1   | WooHaHwaHoHoHo (우하화호호호)        | 233       | Rapper 1     | Song Chang-ha             | 87        | 87                 | 53       |
| 4              | Seventeen      | Adore U              | 1   | WooHaHwaHoHoHo (우하화호호호)        | 233       | Rapper 2     | Choi Jin-hwa              | 18        | 18                 | 90       |
| 4              | Seventeen      | Clap                 | 2   | Clapping (클래핑)                    | 544       | Main Vocal   | Lee Hyeop                 | 18        | 3018               | 46       |
| 4              | Seventeen      | Clap                 | 2   | Clapping (클래핑)                    | 544       | Sub Vocal 1  | Kwon Tae-eun              | 57        | 3057               | 28       |
| 4              | Seventeen      | Clap                 | 2   | Clapping (클래핑)                    | 544       | Sub Vocal 2  | Kim Jin-gon               | 56        | 3056               | 29       |
| 4              | Seventeen      | Clap                 | 2   | Clapping (클래핑)                    | 544       | Sub Vocal 3  | Ham Won-jin               | 164       | 3164               | 10       |
| 4              | Seventeen      | Clap                 | 2   | Clapping (클래핑)                    | 544       | Rapper 1     | Nam Do-hyon               | 78        | 3078               | 23       |
| 4              | Seventeen      | Clap                 | 2   | Clapping (클래핑)                    | 544       | Rapper 2     | Kim Dong-yoon             | 171       | 5171               | 6        |
| 5              | Wanna One      | Energetic            | 1   | We Are The World                     | 582       | Main Vocal   | Jeong Myung-hoon          | 113       | 3113               | 12       |
| 5              | Wanna One      | Energetic            | 1   | We Are The World                     | 582       | Sub Vocal 1  | Woo Je-won                | 39        | 3039               | 36       |
| 5              | Wanna One      | Energetic            | 1   | We Are The World                     | 582       | Sub Vocal 2  | Anzardi Timothée          | 27        | 3027               | 43       |
| 5              | Wanna One      | Energetic            | 1   | We Are The World                     | 582       | Sub Vocal 3  | Peak                      | 56        | 3056               | 29       |
| 5              | Wanna One      | Energetic            | 1   | We Are The World                     | 582       | Rapper 1     | Lee Jun-hyuk              | 173       | 3173               | 9        |
| 5              | Wanna One      | Energetic            | 1   | We Are The World                     | 582       | Rapper 2     | Won Hyuk                  | 174       | 5174               | 5        |
| 5              | Wanna One      | Light                | 2   | Light                                | 219       | Main Vocal   | Choi Si-hyuk              | 18        | 18                 | 90       |
| 5              | Wanna One      | Light                | 2   | Light                                | 219       | Sub Vocal 1  | Uehara Jun                | 14        | 14                 | 96       |
| 5              | Wanna One      | Light                | 2   | Light                                | 219       | Sub Vocal 2  | Tsai Chia Hao             | 69        | 69                 | 56       |
| 5              | Wanna One      | Light                | 2   | Light                                | 219       | Sub Vocal 3  | Lee Jae-bin               | 35        | 35                 | 76       |
| 5              | Wanna One      | Light                | 2   | Light                                | 219       | Rapper 1     | Park Jin-yeol             | 41        | 41                 | 73       |
| 5              | Wanna One      | Light                | 2   | Light                                | 219       | Rapper 2     | Gwon Hui-jun              | 42        | 42                 | 72       |
| 6              | GOT7           | Girls Girls Girls    | 1   | Oh My (어머나)                       | 463       | Main Vocal   | Kim Kook-heon             | 80        | 3080               | 21       |
| 6              | GOT7           | Girls Girls Girls    | 1   | Oh My (어머나)                       | 463       | Sub Vocal 1  | Kang Hyun-soo             | 17        | 3017               | 47       |
| 6              | GOT7           | Girls Girls Girls    | 1   | Oh My (어머나)                       | 463       | Sub Vocal 2  | Byun Seong-tae            | 38        | 3038               | 38       |
| 6              | GOT7           | Girls Girls Girls    | 1   | Oh My (어머나)                       | 463       | Sub Vocal 3  | Kim Hyun-min              | 15        | 3015               | 48       |
| 6              | GOT7           | Girls Girls Girls    | 1   | Oh My (어머나)                       | 463       | Sub Vocal 4  | Choi Byung-chan           | 135       | 5135               | 8        |
| 6              | GOT7           | Girls Girls Girls    | 1   | Oh My (어머나)                       | 463       | Rapper 1     | Kim Sung-hyun             | 101       | 3101               | 16       |
| 6              | GOT7           | Girls Girls Girls    | 1   | Oh My (어머나)                       | 463       | Rapper 2     | Yuri                      | 70        | 3070               | 26       |
| 6              | GOT7           | Lullaby              | 2   | Lulla Lalla (럴러랄라)               | 331       | Main Vocal   | Song Yu-bin               | 89        | 89                 | 52       |
| 6              | GOT7           | Lullaby              | 2   | Lulla Lalla (럴러랄라)               | 331       | Sub Vocal 1  | Lee Ha-min                | 9         | 9                  | 97       |
| 6              | GOT7           | Lullaby              | 2   | Lulla Lalla (럴러랄라)               | 331       | Sub Vocal 2  | Choi Soo-hwan             | 66        | 66                 | 57       |
| 6              | GOT7           | Lullaby              | 2   | Lulla Lalla (럴러랄라)               | 331       | Sub Vocal 3  | Joo Chang-uk              | 59        | 59                 | 60       |
| 6              | GOT7           | Lullaby              | 2   | Lulla Lalla (럴러랄라)               | 331       | Sub Vocal 4  | Yoon Jeong-hwan           | 39        | 39                 | 74       |
| 6              | GOT7           | Lullaby              | 2   | Lulla Lalla (럴러랄라)               | 331       | Rapper 1     | Baek Jin                  | 51        | 51                 | 65       |
| 6              | GOT7           | Lullaby              | 2   | Lulla Lalla (럴러랄라)               | 331       | Rapper 2     | Hwang Geum-ryul           | 19        | 19                 | 89       |
| 7              | NU'EST W       | Where You At         | 1   | Search                               | 588       | Main Vocal   | Lee Tae-seung             | 128       | 3128               | 11       |
| 7              | NU'EST W       | Where You At         | 1   | Search                               | 588       | Sub vocal 1  | Heo Jin-ho                | 59        | 3059               | 27       |
| 7              | NU'EST W       | Where You At         | 1   | Search                               | 588       | Sub Vocal 2  | Park Si-on                | 23        | 3023               | 45       |
| 7              | NU'EST W       | Where You At         | 1   | Search                               | 588       | Sub Vocal 3  | Kim Min-seo (Woollim)     | 95        | 3095               | 18       |
| 7              | NU'EST W       | Where You At         | 1   | Search                               | 588       | Rapper 1     | Sung Min-seo              | 56        | 3056               | 29       |
| 7              | NU'EST W       | Where You At         | 1   | Search                               | 588       | Rapper 2     | Lee Woo-jin               | 227       | 5227               | 2        |
| 7              | NU'EST W       | Dejavu               | 2   | Emergency Escape (비상탈출)          | 144       | Main Vocal   | Kim Min-seo (Urban Works) | 51        | 51                 | 65       |
| 7              | NU'EST W       | Dejavu               | 2   | Emergency Escape (비상탈출)          | 144       | Sub Vocal 1  | Im Da-hun                 | 8         | 8                  | 99       |
| 7              | NU'EST W       | Dejavu               | 2   | Emergency Escape (비상탈출)          | 144       | Sub Vocal 2  | Choi Byung-hoon           | 15        | 15                 | 94       |
| 7              | NU'EST W       | Dejavu               | 2   | Emergency Escape (비상탈출)          | 144       | Sub Vocal 3  | Kim Young-sang            | 26        | 26                 | 85       |
| 7              | NU'EST W       | Dejavu               | 2   | Emergency Escape (비상탈출)          | 144       | Rapper 1     | Kim Jun-jae               | 18        | 18                 | 90       |
| 7              | NU'EST W       | Dejavu               | 2   | Emergency Escape (비상탈출)          | 144       | Rapper 2     | Kim Seung-hwan            | 26        | 26                 | 85       |
| 8              | NCT U          | The 7th Sense        | 1   | Six Stone (식스스톤)                 | 248       | Main Rapper  | Kim Dong-bin              | 27        | 27                 | 81       |
| 8              | NCT U          | The 7th Sense        | 1   | Six Stone (식스스톤)                 | 248       | Sub Rapper 1 | Lee Jin-woo               | 36        | 36                 | 75       |
| 8              | NCT U          | The 7th Sense        | 1   | Six Stone (식스스톤)                 | 248       | Sub Rapper 2 | Song Hyeong-jun           | 45        | 45                 | 70       |
| 8              | NCT U          | The 7th Sense        | 1   | Six Stone (식스스톤)                 | 248       | Vocal 1      | Koo Jung-mo               | 45        | 45                 | 70       |
| 8              | NCT U          | The 7th Sense        | 1   | Six Stone (식스스톤)                 | 248       | Vocal 2      | Kim Min-kyu               | 78        | 78                 | 55       |
| 8              | NCT U          | The 7th Sense        | 1   | Six Stone (식스스톤)                 | 248       | Vocal 3      | Lee Mi-dam                | 17        | 17                 | 93       |
| 8              | NCT U          | Boss                 | 2   | YELLOWPINK (옐로우핑크)              | 566       | Main Rapper  | Kim Yo-han                | 170       | 5170               | 7        |
| 8              | NCT U          | Boss                 | 2   | YELLOWPINK (옐로우핑크)              | 566       | Sub Rapper 1 | Lee Eun-sang              | 48        | 3048               | 35       |
| 8              | NCT U          | Boss                 | 2   | YELLOWPINK (옐로우핑크)              | 566       | Sub Rapper 2 | Lee Jin-hyuk              | 93        | 3093               | 19       |
| 8              | NCT U          | Boss                 | 2   | YELLOWPINK (옐로우핑크)              | 566       | Vocal 1      | Han Seung-woo             | 99        | 3099               | 17       |
| 8              | NCT U          | Boss                 | 2   | YELLOWPINK (옐로우핑크)              | 566       | Vocal 2      | Son Dong-pyo              | 54        | 3054               | 32       |
| 8              | NCT U          | Boss                 | 2   | YELLOWPINK (옐로우핑크)              | 566       | Vocal 3      | Cha Jun-ho                | 102       | 3102               | 15       |

- (*) biểu thị đội chiến thắng với lượt bình chọn cao nhất được biểu diễn trên sân khấu M! Countdown.

## Đánh giá X Position (Tập 6 - 7)
Các thực tập sinh lựa chọn các bài hát biểu diễn ở từng vị trí khác nhau bao gồm: Vocal, Rap, Dance và vị trí X. Những thực tập sinh có số phiếu bình chọn trực tiếp cao nhất trong mỗi đội sẽ được nhân số phiếu gốc lên 100 lần và những thực tập sinh có số phiếu cao nhất ở từng vị trí sẽ được cộng thêm 100,000 phiếu. Riêng vị trí X, những thực tập sinh có số phiếu bình chọn trực tiếp cao nhất trong mỗi đội sẽ được nhân số phiếu gốc lên 200 lần và thực tập sinh có số phiếu cao nhất ở vị trí này sẽ được cộng thêm 200,000 phiếu.
Chú thích màu
- Thí sinh chiến thắng
- Thí sinh được chọn là leader
- Thí sinh được chọn là center
- Thí sinh được chọn là leader và center

| Màn trình diễn    | Màn trình diễn | Màn trình diễn  | Màn trình diễn  | Màn trình diễn                                 | Tên             | Xếp hạng | Xếp hạng  | Xếp hạng           |
| Vị trí            | #              | Nghệ sĩ         | Bài hát         | Tên                                            | Tên             | Đội      | Bình chọn | Bình chọn + thưởng |
| ----------------- | -------------- | --------------- | --------------- | ---------------------------------------------- | --------------- | -------- | --------- | ------------------ |
| Vocal             | 1              | Hwasa           | Twit            | Be The Best (BE 정상)                          | Lee Eun-sang    | 1        | 490       | 49,000             |
| Vocal             | 1              | Hwasa           | Twit            | Be The Best (BE 정상)                          | Yun Jeong-hwan  | 2        | 427       | 427                |
| Vocal             | 1              | Hwasa           | Twit            | Be The Best (BE 정상)                          | Lee Hyeop       | 3        | 413       | 413                |
| Vocal             | 1              | Hwasa           | Twit            | Be The Best (BE 정상)                          | Lee Mi-dam      | 4        | 317       | 317                |
| Vocal             | 1              | Hwasa           | Twit            | Be The Best (BE 정상)                          | Kang Seok-hwa   | 5        | 272       | 272                |
| Vocal             | 5              | Paul Kim        | Me After You    | Me After Producers (국프 만나)                 | Kim Yo-han      | 5        | 362       | 362                |
| Vocal             | 5              | Paul Kim        | Me After You    | Me After Producers (국프 만나)                 | Cha Jun-ho      | 2        | 533       | 533                |
| Vocal             | 5              | Paul Kim        | Me After You    | Me After Producers (국프 만나)                 | Kim Hyeon-bin   | 4        | —         | —                  |
| Vocal             | 5              | Paul Kim        | Me After You    | Me After Producers (국프 만나)                 | Han Seung-woo   | 1        | 580       | 58,000             |
| Vocal             | 5              | Paul Kim        | Me After You    | Me After Producers (국프 만나)                 | Wei Zi Yue      | 3        | —         | —                  |
| Vocal             | 8              | Wanna One       | Day By Day      | I See You, Honey (보여보여보)                  | Song Yu-vin     | 1        | 545       | 54,500             |
| Vocal             | 8              | Wanna One       | Day By Day      | I See You, Honey (보여보여보)                  | Choi Su-hwan    | 5        | 235       | 235                |
| Vocal             | 8              | Wanna One       | Day By Day      | I See You, Honey (보여보여보)                  | Kwon Tae-eun    | 2        | 384       | 384                |
| Vocal             | 8              | Wanna One       | Day By Day      | I See You, Honey (보여보여보)                  | Moon Jun-ho     | 3        | 293       | 293                |
| Vocal             | 8              | Wanna One       | Day By Day      | I See You, Honey (보여보여보)                  | Nam Dong-hyun   | 4        | 262       | 262                |
| Vocal             | 11             | Bolbbalgan4     | To My Youth     | Masterpiece (마스터피스)                       | Kim Min-kyu     | 3        | 508       | 508                |
| Vocal             | 11             | Bolbbalgan4     | To My Youth     | Masterpiece (마스터피스)                       | Kim Woo-seok    | 1        | 606       | 160,600            |
| Vocal             | 11             | Bolbbalgan4     | To My Youth     | Masterpiece (마스터피스)                       | Lee Jin-woo     | 2        | 571       | 571                |
| Vocal             | 11             | Bolbbalgan4     | To My Youth     | Masterpiece (마스터피스)                       | Lee Se-jin      | 5        | 371       | 371                |
| Vocal             | 11             | Bolbbalgan4     | To My Youth     | Masterpiece (마스터피스)                       | Choi Byung-chan | 4        | 473       | 473                |
| Rap               | 3              | Zico            | Say Yes Or No   | 119                                            | Nam Do-hyon     | 1        | 499       | 49,900             |
| Rap               | 3              | Zico            | Say Yes Or No   | 119                                            | Cho Seung-youn  | 2        | 478       | 478                |
| Rap               | 3              | Zico            | Say Yes Or No   | 119                                            | Kim Sung-yeon   | 3        | 378       | 378                |
| Rap               | 3              | Zico            | Say Yes Or No   | 119                                            | Jung Jae-hun    | 4        | 354       | 354                |
| Rap               | 7              | Haon, Vinxen    | Barcode         | Pick and Next (PICK 그리고 다음)               | Yuri            | 4        | 340       | 340                |
| Rap               | 7              | Haon, Vinxen    | Barcode         | Pick and Next (PICK 그리고 다음)               | Baek Jin        | 2        | 410       | 410                |
| Rap               | 7              | Haon, Vinxen    | Barcode         | Pick and Next (PICK 그리고 다음)               | Lee Woo-jin     | 3        | 367       | 367                |
| Rap               | 7              | Haon, Vinxen    | Barcode         | Pick and Next (PICK 그리고 다음)               | Won Hyuk        | 1        | 514       | 151,400            |
| Dance             | 4              | Bruno Mars      | Finesse (Remix) | Bbom Bbom (뽐뽐)                               | Song Hyeong-jun | 2        | 539       | 539                |
| Dance             | 4              | Bruno Mars      | Finesse (Remix) | Bbom Bbom (뽐뽐)                               | Ham Won-jin     | 4        | 452       | 452                |
| Dance             | 4              | Bruno Mars      | Finesse (Remix) | Bbom Bbom (뽐뽐)                               | Kim Si-hun      | 5        | 374       | 374                |
| Dance             | 4              | Bruno Mars      | Finesse (Remix) | Bbom Bbom (뽐뽐)                               | Lee Han-gyul    | 1        | 563       | 56,300             |
| Dance             | 4              | Bruno Mars      | Finesse (Remix) | Bbom Bbom (뽐뽐)                               | Kang Min-hee    | 3        | 458       | 458                |
| Dance             | 4              | Bruno Mars      | Finesse (Remix) | Bbom Bbom (뽐뽐)                               | Kim Dong-yun    | 6        | 301       | 301                |
| Dance             | 4              | Bruno Mars      | Finesse (Remix) | Bbom Bbom (뽐뽐)                               | Joo Chang-uk    | 7        | 275       | 275                |
| Dance             | 6              | Jason Derulo    | Swalla (Remix)  | Intoxicated (촬라)                             | Choi Jun-seong  | 3        | 478       | 478                |
| Dance             | 6              | Jason Derulo    | Swalla (Remix)  | Intoxicated (촬라)                             | Kang Hyeon-su   | 1        | 616       | 161,600            |
| Dance             | 6              | Jason Derulo    | Swalla (Remix)  | Intoxicated (촬라)                             | Park Yun-sol    | 2        | 601       | 601                |
| Dance             | 6              | Jason Derulo    | Swalla (Remix)  | Intoxicated (촬라)                             | Kim Min-seo     | 5        | 386       | 386                |
| Dance             | 6              | Jason Derulo    | Swalla (Remix)  | Intoxicated (촬라)                             | Lee Tae-seung   | 4        | 451       | 451                |
| Dance             | 6              | Jason Derulo    | Swalla (Remix)  | Intoxicated (촬라)                             | Wang Jyun Hao   | 6        | 280       | 280                |
| Dance             | 10             | Imagine Dragons | Believer        | Wolf Boy (늑대소년)                            | Son Dong-pyo    | 3        | 497       | 497                |
| Dance             | 10             | Imagine Dragons | Believer        | Wolf Boy (늑대소년)                            | Park Sun-ho     | 6        | 175       | 175                |
| Dance             | 10             | Imagine Dragons | Believer        | Wolf Boy (늑대소년)                            | Hwang Yun-seong | 1        | 612       | 61,200             |
| Dance             | 10             | Imagine Dragons | Believer        | Wolf Boy (늑대소년)                            | Kim Kook-heon   | 4        | 485       | 485                |
| Dance             | 10             | Imagine Dragons | Believer        | Wolf Boy (늑대소년)                            | Keum Dong-hyun  | 2        | 566       | 566                |
| Dance             | 10             | Imagine Dragons | Believer        | Wolf Boy (늑대소년)                            | Kim Dong-bin    | 5        | 280       | 280                |
| X (Vocal X Dance) | 2              | Charlie Puth    | Attention       | Half Seasoned Half Fried (양념 반 후라이드 반) | Koo Jung-mo     | 1        | 476       | 95,200             |
| X (Vocal X Dance) | 2              | Charlie Puth    | Attention       | Half Seasoned Half Fried (양념 반 후라이드 반) | Han Gi-chan     | 2        | 349       | 349                |
| X (Vocal X Dance) | 2              | Charlie Puth    | Attention       | Half Seasoned Half Fried (양념 반 후라이드 반) | Tony            | 5        | 302       | 302                |
| X (Vocal X Dance) | 2              | Charlie Puth    | Attention       | Half Seasoned Half Fried (양념 반 후라이드 반) | Hong Seong-jun  | 6        | —         | —                  |
| X (Vocal X Dance) | 2              | Charlie Puth    | Attention       | Half Seasoned Half Fried (양념 반 후라이드 반) | Moon Hyun-bin   | 4        | 319       | 319                |
| X (Vocal X Dance) | 2              | Charlie Puth    | Attention       | Half Seasoned Half Fried (양념 반 후라이드 반) | Kim Sung-hyun   | 3        | 330       | 330                |
| X (Vocal X Dance) | 2              | Charlie Puth    | Attention       | Half Seasoned Half Fried (양념 반 후라이드 반) | Hidaka Mahiro   | 7        | —         | —                  |
| X (Rap X Dance)   | 9              | SMTM4           | Turtle Ship     | Turtle Brothers (터틀 브라더스)                | Lee Jin-hyuk    | 1        | 680       | 336,000            |
| X (Rap X Dance)   | 9              | SMTM4           | Turtle Ship     | Turtle Brothers (터틀 브라더스)                | Lee Eugene      | 6        | 138       | 138                |
| X (Rap X Dance)   | 9              | SMTM4           | Turtle Ship     | Turtle Brothers (터틀 브라더스)                | Lee Won-jun     | 2        | 335       | 335                |
| X (Rap X Dance)   | 9              | SMTM4           | Turtle Ship     | Turtle Brothers (터틀 브라더스)                | Kwon Hee-jun    | 4        | 206       | 206                |
| X (Rap X Dance)   | 9              | SMTM4           | Turtle Ship     | Turtle Brothers (터틀 브라더스)                | Woo Je-won      | 3        | 236       | 236                |
| X (Rap X Dance)   | 9              | SMTM4           | Turtle Ship     | Turtle Brothers (터틀 브라더스)                | Peak            | 5        | 194       | 194                |

## Đánh giá Concept (Tập 10)
Chú thích màu
- Chiến thắng
- Thí sinh được chọn là leader
- Thí sinh được chọn là center
- Thí sinh được chọn là leader và center

| Màn trình diễn | Màn trình diễn    | Màn trình diễn              | Màn trình diễn         | Đội                           | Đội       | Thí sinh     | Thí sinh        | Thí sinh  | Thí sinh |
| #              | Thể loại          | Nhà sản xuất                | Bài hát                | Tên                           | Bình chọn | Vị trí       | Tên             | Bình chọn | Xếp hạng |
| -------------- | ----------------- | --------------------------- | ---------------------- | ----------------------------- | --------- | ------------ | --------------- | --------- | -------- |
| 2              | Funky Retro Dance | KZ, Nthonious & The-Private | Pretty Girl (이뻐이뻐) | Crayon (크레파스)             | 395       | Main Vocal   | Kang Min-hee    | 51        | 15       |
| 2              | Funky Retro Dance | KZ, Nthonious & The-Private | Pretty Girl (이뻐이뻐) | Crayon (크레파스)             | 395       | Sub Vocal 1  | Song Dong-pyo   | 48        | 16       |
| 2              | Funky Retro Dance | KZ, Nthonious & The-Private | Pretty Girl (이뻐이뻐) | Crayon (크레파스)             | 395       | Sub Vocal 2  | Koo Jung-mo     | 93        | 9        |
| 2              | Funky Retro Dance | KZ, Nthonious & The-Private | Pretty Girl (이뻐이뻐) | Crayon (크레파스)             | 395       | Sub Vocal 3  | Ham Won-jin     | 48        | 16       |
| 2              | Funky Retro Dance | KZ, Nthonious & The-Private | Pretty Girl (이뻐이뻐) | Crayon (크레파스)             | 395       | Rapper 1     | Lee Jin-woo     | 54        | 13       |
| 2              | Funky Retro Dance | KZ, Nthonious & The-Private | Pretty Girl (이뻐이뻐) | Crayon (크레파스)             | 395       | Rapper 2     | Song Hyeong-jun | 101       | 6        |
| 1              | Future Funk       | Kwon Deok-geun              | Super Special Girl     | Maem Maem (맴맴)              | 92        | Main Vocal   | Song Yu-vin     | 20        | 24       |
| 1              | Future Funk       | Kwon Deok-geun              | Super Special Girl     | Maem Maem (맴맴)              | 92        | Sub Vocal 1  | Choi Su-hwan    | 9         | 28       |
| 1              | Future Funk       | Kwon Deok-geun              | Super Special Girl     | Maem Maem (맴맴)              | 92        | Sub Vocal 2  | Kang Hyeon-su   | 4         | 30       |
| 1              | Future Funk       | Kwon Deok-geun              | Super Special Girl     | Maem Maem (맴맴)              | 92        | Sub Vocal 3  | Park Sun-ho     | 4         | 30       |
| 1              | Future Funk       | Kwon Deok-geun              | Super Special Girl     | Maem Maem (맴맴)              | 92        | Rapper 1     | Keum Dong-hyun  | 31        | 20       |
| 1              | Future Funk       | Kwon Deok-geun              | Super Special Girl     | Maem Maem (맴맴)              | 92        | Rapper 2     | Kim Si-hun      | 24        | 22       |
| 5              | Mainstream Pop    | Zico                        | Move (움직여)          | SIXC (6 crazy)                | 495       | Main Rapper  | Kim Hyeon-bin   | 24        | 23       |
| 5              | Mainstream Pop    | Zico                        | Move (움직여)          | SIXC (6 crazy)                | 495       | Sub Rapper 1 | Cho Seung-youn  | 145       | 1        |
| 5              | Mainstream Pop    | Zico                        | Move (움직여)          | SIXC (6 crazy)                | 495       | Sub Rapper 2 | Lee Jin-hyuk    | 123       | 3        |
| 5              | Mainstream Pop    | Zico                        | Move (움직여)          | SIXC (6 crazy)                | 495       | Vocal 1      | Kim Kook-heon   | 36        | 18       |
| 5              | Mainstream Pop    | Zico                        | Move (움직여)          | SIXC (6 crazy)                | 495       | Vocal 2      | Lee Han-gyul    | 69        | 11       |
| 5              | Mainstream Pop    | Zico                        | Move (움직여)          | SIXC (6 crazy)                | 495       | Vocal 3      | Choi Byung-chan | 98        | 7        |
| 3              | R&B, Dance House  | Primeboi                    | Monday to Sunday21     | Daily Vitamin (데일리 비타민) | 283       | Main Vocal   | Lee Hyeop       | 11        | 27       |
| 3              | R&B, Dance House  | Primeboi                    | Monday to Sunday21     | Daily Vitamin (데일리 비타민) | 283       | Sub Vocal 1  | Tony            | 53        | 14       |
| 3              | R&B, Dance House  | Primeboi                    | Monday to Sunday21     | Daily Vitamin (데일리 비타민) | 283       | Sub Vocal 2  | Kim Min-kyu     | 68        | 12       |
| 3              | R&B, Dance House  | Primeboi                    | Monday to Sunday21     | Daily Vitamin (데일리 비타민) | 283       | Sub Vocal 3  | Lee Se-jin      | 19        | 25       |
| 3              | R&B, Dance House  | Primeboi                    | Monday to Sunday21     | Daily Vitamin (데일리 비타민) | 283       | Sub Vocal 4  | Kim Dong-yun    | 13        | 26       |
| 3              | R&B, Dance House  | Primeboi                    | Monday to Sunday21     | Daily Vitamin (데일리 비타민) | 283       | Rapper 1     | Nam Do-hyon     | 110       | 5        |
| 3              | R&B, Dance House  | Primeboi                    | Monday to Sunday21     | Daily Vitamin (데일리 비타민) | 283       | Rapper 2     | Joo Chang-uk    | 9         | 28       |
| 4              | Future EDM Dance  | Noheul & Kiggen             | U Got It               | GOT U (갓츄)                  | 512       | Main Vocal   | Han Seung-woo   | 91        | 10       |
| 4              | Future EDM Dance  | Noheul & Kiggen             | U Got It               | GOT U (갓츄)                  | 512       | Sub Vocal 1  | Kim Woo-seok    | 115       | 4        |
| 4              | Future EDM Dance  | Noheul & Kiggen             | U Got It               | GOT U (갓츄)                  | 512       | Sub Vocal 2  | Cha Jun-ho      | 31        | 21       |
| 4              | Future EDM Dance  | Noheul & Kiggen             | U Got It               | GOT U (갓츄)                  | 512       | Sub Vocal 3  | Hwang Yun-seong | 36        | 19       |
| 4              | Future EDM Dance  | Noheul & Kiggen             | U Got It               | GOT U (갓츄)                  | 512       | Rapper 1     | Kim Yo-han      | 144       | 2        |
| 4              | Future EDM Dance  | Noheul & Kiggen             | U Got It               | GOT U (갓츄)                  | 512       | Rapper 2     | Lee Eun-sang    | 95        | 8        |

## Đánh giá Debut (Tập 11 - 12)
Chú thích màu
- Thí sinh được chọn là leader
- Thí sinh được chọn là center

| Màn trình diễn | Màn trình diễn                                | Màn trình diễn  | Thí sinh             | Thí sinh        | Thí sinh  | Thí sinh |
| #              | Nhà sản xuất                                  | Bài hát         | Vị trí               | Tên             | Bình chọn | Thứ hạng |
| -------------- | --------------------------------------------- | --------------- | -------------------- | --------------- | --------- | -------- |
| 1              | Sean Alexander, Drew Ryan Scott & Phil Schwan | To My World     | Main Vocal           | Cho Seung-youn  | 929,312   | 5        |
| 1              | Sean Alexander, Drew Ryan Scott & Phil Schwan | To My World     | Sub Vocal 1          | Han Seung-woo   | 1,079,200 | 3        |
| 1              | Sean Alexander, Drew Ryan Scott & Phil Schwan | To My World     | Sub Vocal 2          | Lee Eun-sang    | 3,164,535 | X        |
| 1              | Sean Alexander, Drew Ryan Scott & Phil Schwan | To My World     | Sub Vocal 3          | Kim Min-Kyu     | 472,150   | 17       |
| 1              | Sean Alexander, Drew Ryan Scott & Phil Schwan | To My World     | Sub Vocal 4          | Lee Se-jin      | 464,655   | 18       |
| 1              | Sean Alexander, Drew Ryan Scott & Phil Schwan | To My World     | Sub Vocal 5 - Center | Hwang Yun-seong | 554,589   | 15       |
| 1              | Sean Alexander, Drew Ryan Scott & Phil Schwan | To My World     | Sub Vocal 6          | Cha Jun-ho      | 756,939   | 9        |
| 1              | Sean Alexander, Drew Ryan Scott & Phil Schwan | To My World     | Rapper 1             | Kim Yo-han      | 1,334,011 | 1        |
| 1              | Sean Alexander, Drew Ryan Scott & Phil Schwan | To My World     | Rapper 2             | Song Hyeong-jun | 1,049,222 | 4        |
| 1              | Sean Alexander, Drew Ryan Scott & Phil Schwan | To My World     | Rapper 3             | Keum Dong-hyun  | 674,500   | 14       |
| 2              | Flow Blow & Hui (Pentagon)                    | 소년미 (少年美) | Main Vocal - Center  | Song Yu-vin     | 479,644   | 16       |
| 2              | Flow Blow & Hui (Pentagon)                    | 소년미 (少年美) | Sub Vocal 1          | Kim Woo-seok    | 1,304,033 | 2        |
| 2              | Flow Blow & Hui (Pentagon)                    | 소년미 (少年美) | Sub Vocal 2          | Ham Won-jin     | 359,733   | 19       |
| 2              | Flow Blow & Hui (Pentagon)                    | 소년미 (少年美) | Sub Vocal 3          | Kang Min-hee    | 749,444   | 10       |
| 2              | Flow Blow & Hui (Pentagon)                    | 소년미 (少年美) | Sub Vocal 4          | Tony            | 284,789   | 20       |
| 2              | Flow Blow & Hui (Pentagon)                    | 소년미 (少年美) | Sub Vocal 5          | Koo Jung-mo     | 704,748   | 13       |
| 2              | Flow Blow & Hui (Pentagon)                    | 소년미 (少年美) | Sub Vocal 6          | Lee Han-gyul    | 794,411   | 7        |
| 2              | Flow Blow & Hui (Pentagon)                    | 소년미 (少年美) | Rapper 1             | Lee Jin-hyuk    | 719,466   | 12       |
| 2              | Flow Blow & Hui (Pentagon)                    | 소년미 (少年美) | Rapper 2             | Nam Do-hyon     | 764,433   | 8        |
| 2              | Flow Blow & Hui (Pentagon)                    | 소년미 (少年美) | Rapper 3             | Son Dong-pyo    | 824,389   | 6        |